# Plantago moorei
Plantago moorei е вид растение от семейство Живовлекови (Plantaginaceae). Видът е застрашен от изчезване.

## Разпространение
Разпространен е във Фолкландски острови.